# Lockheed Propulsion Company

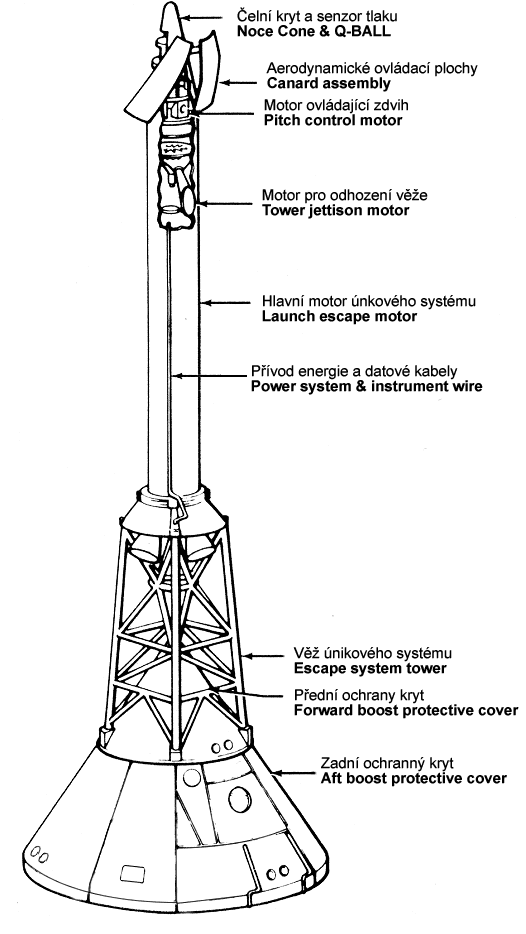
Um dos produtos emblemáticos da Lockheed Propulsion Company, o LES do Projeto Apollo.

A Lockheed Propulsion Company, era uma divisão da Lockheed Aircraft Corporation, localizada em Mentone, 
na Califórnia, entre 1961 e 1975.
A instalação ocupava cerca de 400 acres cedidos em "leasing" pela cidade de Redlands. A empresa antecessora no uso da área, a 
 Grand Central Rocket Company, usava a área para produção, teste e descarte de propelentes usados em motores de combustível sólido. A Lockheed usou 
a área para pesquisa e produção de foguetes movidos a combustível sólido para uso comercial e militar, até 1974.

## Antecedentes

### Grand Central Rocket Company
A Grand Central Rocket Company (GCRC), foi uma empresa ligada ao programa espacial Norte Americano desde a década de 50. Fundada em 1952, depois de uma série de aquisições, a GCRC se tornou a Lockheed Propulsion Company, no início da década de 60. Seu principal produto eram motores de foguete movidos a combustível sólido, usados desde veículos simples como o foguete de sondagem Asp, passando por veículos mais complexos, como o Vanguard até sistemas mais complexos como o sistema de escape no lançamento do Projeto Apollo.